# Винклер, Иоганн
Иоганн Винклер (нем. Johannes Winkler; 1897—1947) — немецкий инженер, один из пионеров в области ракетостроения. Немецкий евангелическо-лютеранский теолог.

## Биография
Родился 27 мая 1897 года в Бад-Карлсруэ, Германия (ныне территория Польши). В 1915-м, во время Первой мировой войны, ушёл на фронт в составе германской армии. В следующем году во время одного из боёв получил ранение, долго лечился в госпитале.
С 1918/19 г. Иоганн Винклер посещал курсы для получения диплома средней школы в Данцигском техническом колледже. 
Затем он изучал там машиностроение в течение двух семестров. Он зарабатывал на жизнь на гданьской верфи Schichau . Однако затем, по настоянию родителей он начал изучать богословие в  университетах Бреслау и Лейпцига . Там он присоединился к студенческим братствам – Breslauer и Leipziger Wingolf . Однако, он по-прежнему интересовался естественными науками и техникой, поэтому в качестве второстепенных предметов выбрал математику , физику и астрономию и другие предметы науки.
После завершения учебы он стал кандидатом теологии в Виттене (Рур) в 1923 году и работал в 1924 году клерком ( управление финансами) в Oberkirchencollegium (OKC) Евангелическо-лютеранской церкви в Пруссии в Бреслау.
В 1926 году он женился на Элизабет Фробёсс, дочери церковного советника Георга Фробёса . В браке родились две дочери.
5 июля 1927 года вместе с единомышленниками он создал Общество межпланетных сообщений. Винклер стал первым президентом этого общества, а также издателем регулярно выходившего его печатного органа — журнала Die Rakete.
С 1929 года работал в авиастроительной компании Junkers, где занимался разработкой жидкостных ракетных двигателей с целью использования их в качестве ускорителей для самолётов.
21 февраля 1931 года на учебном плацу Гроскюнау (нем. Großkühnau), близ города Дессау, он вместе с друзьями Хюккелем и Астрисом попытался запустить свою первую ракету, работавшую на сжиженных газах — метане и кислороде. Она весила примерно пять килограммов и составляла около 60 см в длину. Ракета оторвалась от земли всего метра на три и завалилась. 14 марта 1931 года на том же плацу Винклер осуществил испытание жидкостной ракеты Hückel-Winkler I (HW I), которая, согласно расчётам, должна была подняться на высоту 500 м. Компонентами топлива являлись сжиженные кислород и метан, которые подавались в ЖРД под давлением сжатого азота. Ракета достигла высоты 60 м, после чего перешла в горизонтальный полёт и упала на расстоянии 200 м от места старта. Тем не менее, это был первый в Европе успешный запуск жидкостной ракеты.
18 месяцев спустя, 6 октября 1932 года, Винклер произвёл демонстративный запуск ракеты HW II. На испытании присутствовали официальные лица из Кёнигсберга. К сожалению, ракета взорвалась спустя несколько секунд после старта по причине дефекта топливного клапана.
Впоследствии Винклер создал ряд проектов ракет и ракетных двигателей для компании Junkers и государственного института авиационных исследований, но ни один из них так и не был воплощён.
Скончался от инсульта 27 декабря 1947 года.

## Почитание
После смерти Винклера его именем был назван небольшой кратер на обратной стороне Луны.